# بن وردي
بن وردي (الاسم العلمي:Coffea rosea) هو نوع غير مؤكد من النباتات يتبع جنس البن من الفصيلة الفوية.